# Seawolf (lớp tàu ngầm)
Lớp tàu ngầm Seawolf là một lớp tàu ngầm tấn công nhanh (SSN) sử dụng năng lượng hạt nhân, là lực lượng nòng cốt của đội tàu ngầm của Hải quân Liên bang Mỹ (USN). Seawolf được thiết kế để thay thế cho các tàu ngầm hạt nhân lớp Los Angeles đã lạc hậu, công việc thiết kế được General Dynamics Electric Boat khởi động vào năm 1983. Một hạm đội 29 tàu ngầm lớp Seawolf chế tạo trong khoảng thời gian mười năm đã được lên kế hoạch, nhưng sau đó đã giảm xuống còn 12 tàu ngầm. Tuy nhiên, toàn bộ chương trình chế tạo 12 tàu ngầm lớp Seawolf lúc bấy giờ được ước tính lên đến 33,6 tỷ USD, một khoản chi phí khó có thể chấp nhận được trong bối cảnh Chiến tranh Lạnh kết thúc, Liên Xô tan rã vào năm 1991 và mối đe dọa từ các tàu ngầm công nghệ cao tương đương của Liên Xô cũng không còn nữa. Cuối cùng, chương trình chỉ dừng lại ở việc chế tạo 3 tàu ngầm thuộc lớp này, với giá trị 7,3 tỷ USD. Hải quân Liên bang Mỹ sau đó đã thiết kế lớp Virginia nhỏ hơn và rẻ hơn để thay thế. Seawolf là lớp tàu ngầm tấn công đắt đỏ nhất từng được chế tạo và là phương tiện ngầm đắt thứ 2 nếu xét chung các loại.

## Dự án nâng cấp

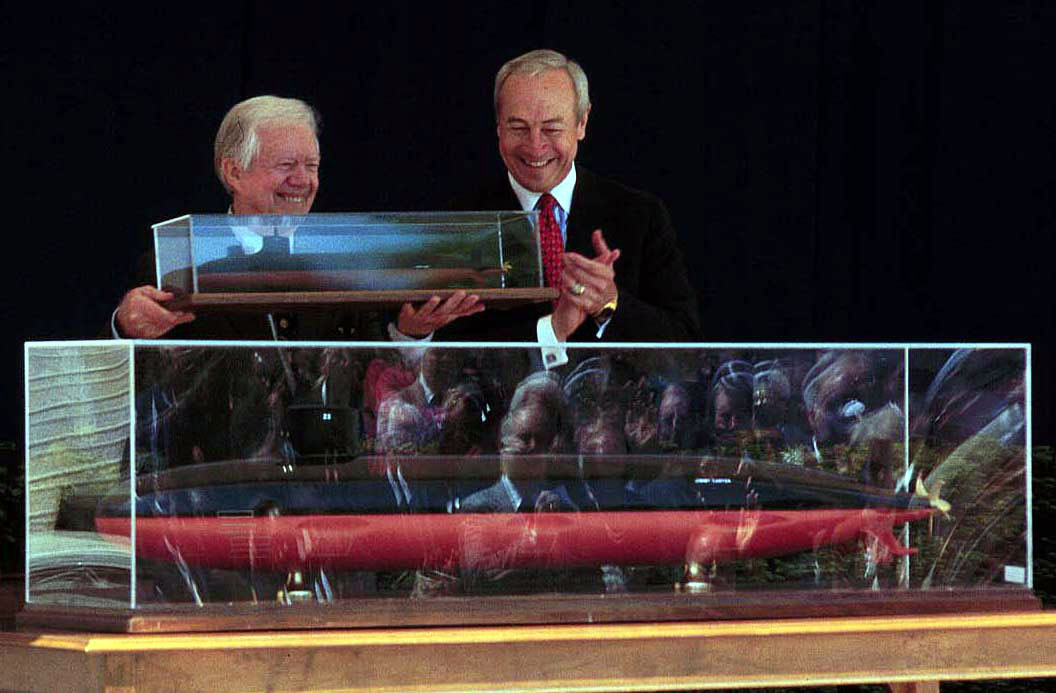
Cựu tổng thống Jimmy Carter cùng với mô hình tàu (SSN-23) trong lễ đặt tên tàu tại Lầu Năm Góc, Washington D.C., ngày 28 tháng 4 năm 1998. Phía bên phải ông là Tư lệnh Hải quân Liên bang Mỹ John H. Dalton.

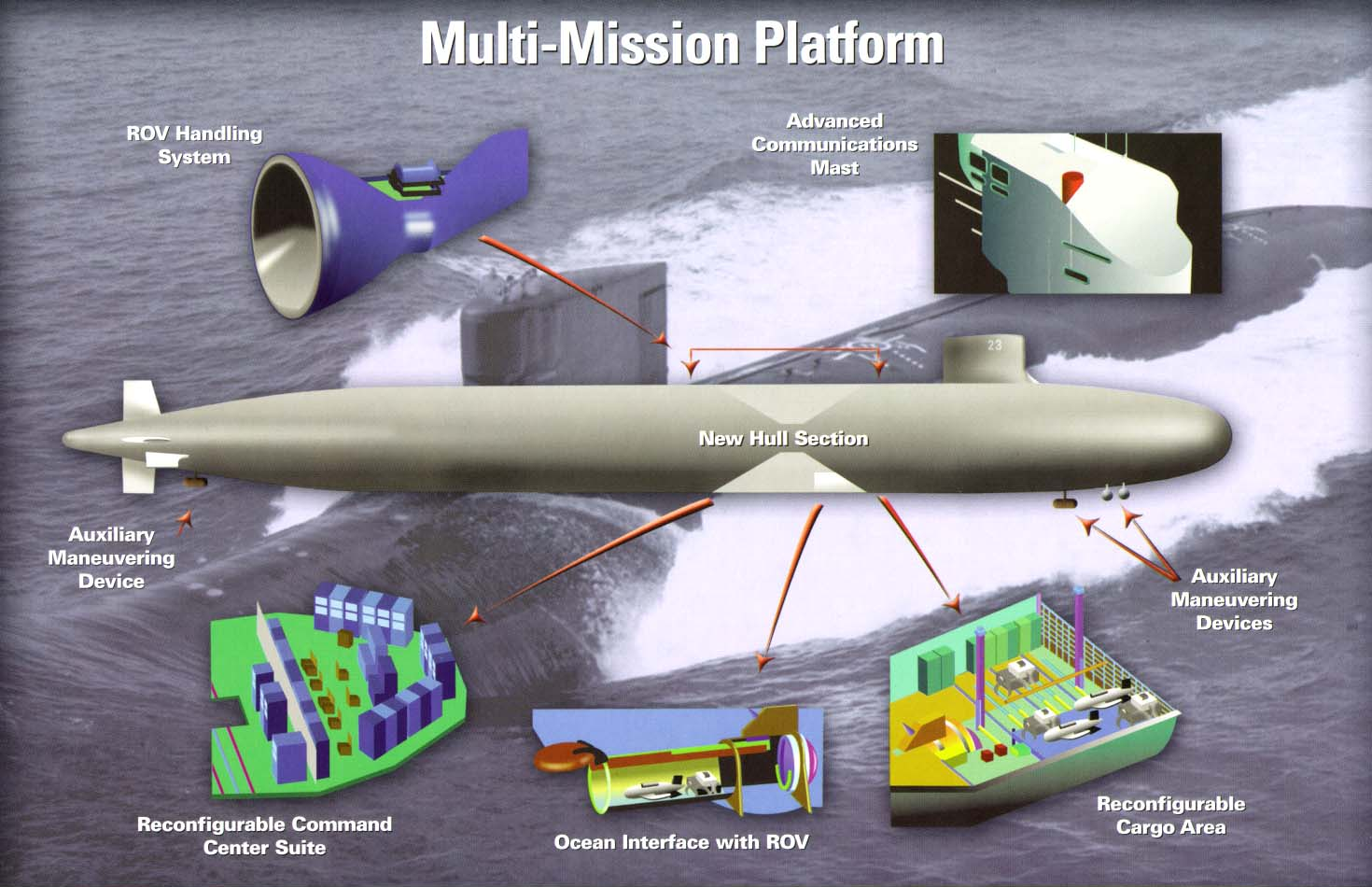
Module MMP của tàu USS Jimmy Carter (SSN-23).

Khả năng hoạt động cực êm ái của lớp Seawolf đã tạo tiền đề cho Hải quân Liên bang Mỹ nảy sinh ý tưởng cải tiến chiếc tàu ngầm cuối cùng thuộc lớp này - USS Jimmy Carter (SSN-23) - để hỗ trợ các hoạt động bí mật. Dự án nâng cấp được thực hiện bởi General Dynamics Electric Boat với chi phí 887 triệu USD. Một module đa nhiệm (MMP-Multi-Mission Platform) dài hơn 30m được lắp đặt thêm vào thân tàu, cho phép USS Jimmy Carter có khả năng triển khai và thu hồi các phương tiện điều khiển từ xa hoặc các phương tiện lặn không người lái, hỗ trợ đặc nhiệm SEAL hay các đội người nhái thực hiện nhiệm vụ.
SSN-23 còn được gắn thêm một số thiết bị hỗ trợ để giúp xử trí chính xác những tình huống như nghe lén thông tin từ các đường cáp ngầm và những hoạt động do thám khác. Chính đặc điểm này đã khiến giới phân tích quân sự đánh giá USS Jimmy Carter là một trong những tàu ngầm gián điệp bí mật nhất của Bộ Quốc phòng Mỹ. Mọi hoạt động của tàu SSN-23 mà bản ghi chép hoạt động hàng năm (được công bố chính thức) đều gọi chung là Sứ mệnh 7.

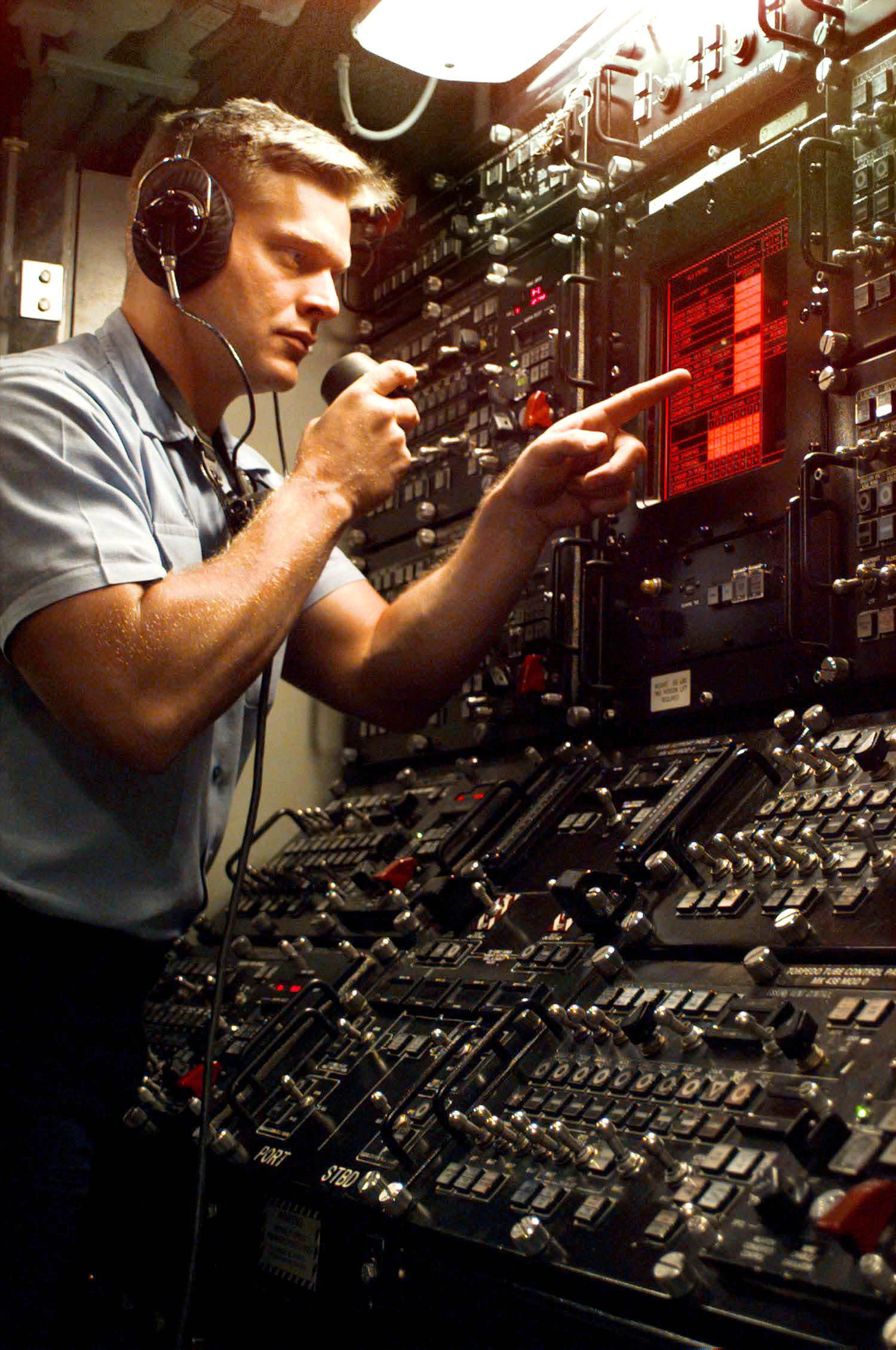
Hạ sĩ bậc 3 Shea Keesee đang vận hành bảng điều khiển phóng tên lửa của hệ thống dữ liệu tác chiến BSY-2, tàu USS Seawolf (SSN-21), ngày 16 tháng 7 năm 1997.

## Hệ thống điện tử

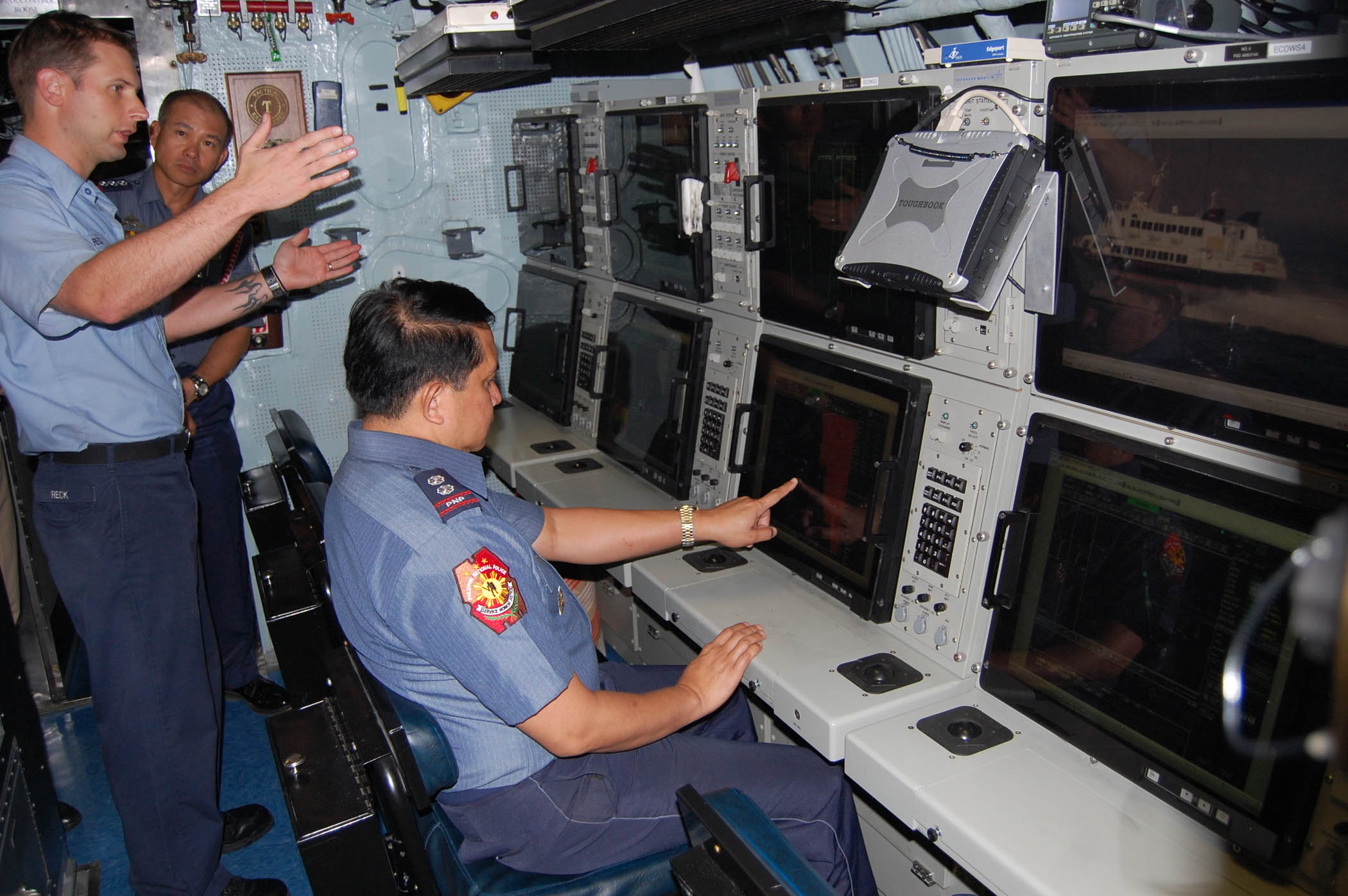
Hệ thống màn hình hiển thị của hệ thống kiểm soát vũ khí AN/BYG-1 trên tàu USS Connecticut (SSN-22).

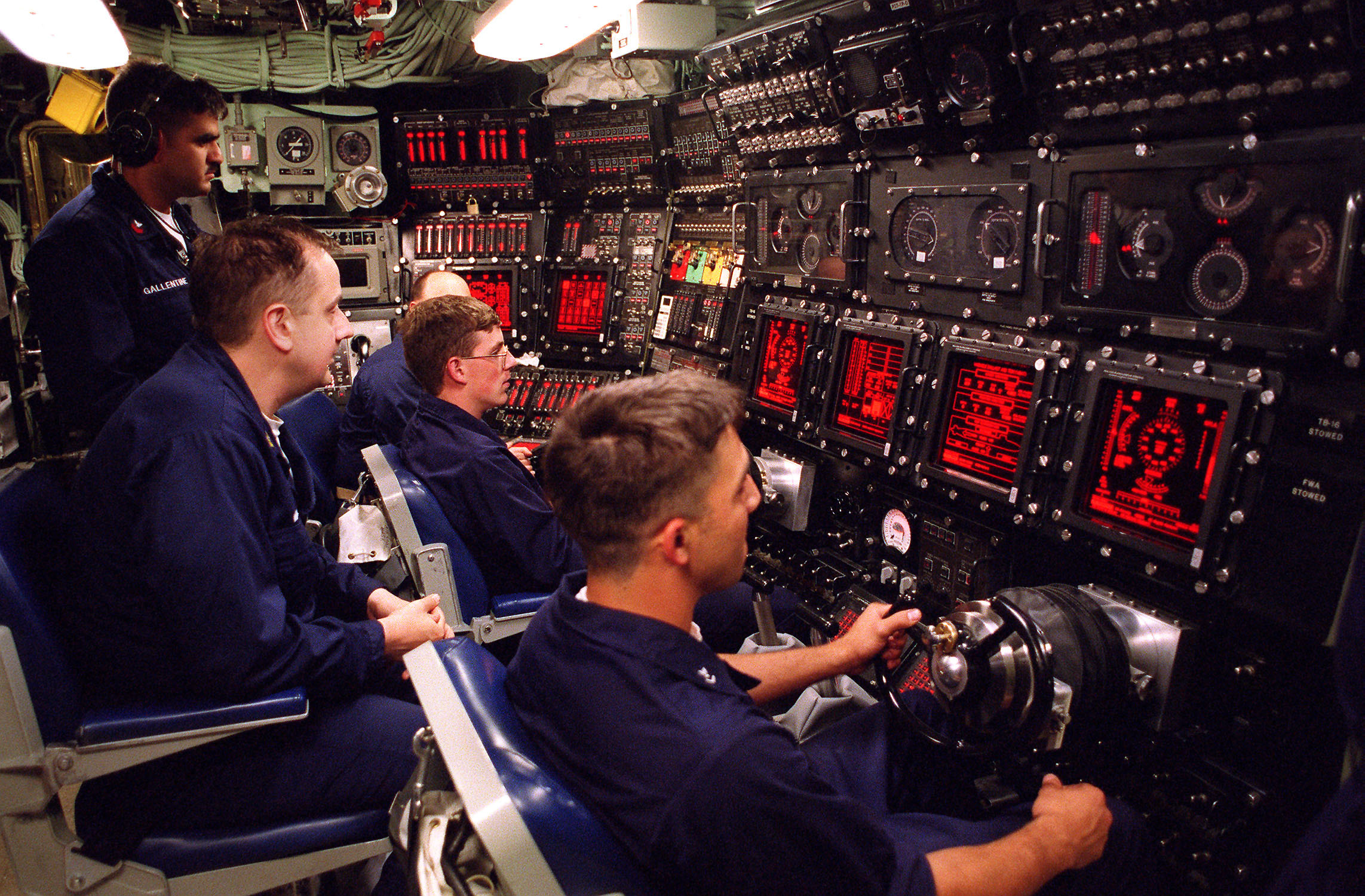
Phòng điều khiển của tàu USS Seawolf (SSN-21).

Để đối phó với những đòn phản công của tàu ngầm địch, Seawolf sử dụng hệ thống phóng ngư lôi mồi WLY-1 của Northrop Grumman và một tổ hợp đối phó điện tử GTE WLQ-4. Hệ thống khí tài này đã cho tàu có khả năng toàn diện: Phát hiện sớm mục tiêu, tấn công mạnh mẽ, cơ động nhanh chóng và phòng ngự tránh đòn phản công. Ban đầu, tất cả các hệ thống vũ khí trên đều chịu sự chỉ huy kiểm soát của hệ thống dữ liệu tác chiến BSY-2 (do tập đoàn Lockheed Martin phát triển) với một mạng lưới khoảng 70 bộ vi xử lý Motorola 68030, đây cũng là hệ thống xử lý dùng cho các máy tính Macintosh trong thời kỳ đầu. Hiện nay, hệ thống này đã được thay thế bằng hệ thống kiểm soát vũ khí AN/BYG-1 hiện đại hơn do tập đoàn Raytheon thiết kế.
Seawolf được trang bị hệ thống phát hiện tàu ngầm sonar BQQ 5D, trong đó có hệ thống thủy âm hình cầu chủ động và bị động đường kính 24 feet BQQ-5D và BQS-24. Thông tin từ hệ định vị thủy âm thu về sẽ được hệ thống AN/BBQ-10 (V4) do Lockheed Martin chế tạo. Để định hướng, tàu sử dụng radar BPS-16, hoạt động trên băng tần I. Ngoài ra tàu còn được trang bị hệ thống định vị thủy âm TB-29 để phát hiện nhanh đối tượng gần như mìn hay thủy lôi. Nhờ hệ thống hiện đại này, các tàu lớp Seawolf có khả năng phát hiện sớm tàu ngầm đối phương và tung đòn đánh chặn.

## Hệ thống vũ khí

### Tên lửa hàng trình tầm xa UGM-109 Tomahawk
Tương tự như các tàu lớp Los Angeles cải tiến, Seawolf không có bất kỳ vũ khí nào bố trí bên ngoài. các tàu lớp Seawolf được trang bị cả phiên bản tấn công mặt đất và chống hạm của tên lửa BGM-109 Tomahawk do Raytheon phát triển. BGM-109C Tomahawk phiên bản tấn công mặt đất có tầm bắn 2.500 km. RGM/UGM-109B Tomahawk phiên bản chống hạm dẫn đường bằng radar có tầm hoạt động lên đến 1700 km.
Các tên lửa sau khi được phóng bằng xung lực nước (phóng ngang qua ống phóng ngư lôi), tên lửa ra khỏi nước và một động cơ đẩy nhiên liệu rắn được kích hoạt trong vài giây đưa tên lửa bay lên không cho tới khi chuyển qua giai đoạn bay hành trình. Sau khi bắt đầu bay, các cánh của tên lửa mở ra để tạo lực nâng, ống hút gió mở ra và động cơ turbin cánh quạt được dùng cho bay hành trình. Trên mặt nước, tên lửa Tomahawk sử dụng dẫn đường quán tính hay GPS để bay theo hành trình định sẵn; khi tới đất liền hệ thống dẫn đường của tên lửa được hỗ trợ bởi Hệ thống định dạng mặt đất (TERCOM). Giai đoạn dẫn đường cuối cùng được thực hiện bởi hệ thống Điều chỉnh định dạng khu vực theo hình ảnh số (DSMAC) hay GPS, với độ chính xác tuyên bố khoảng 10 mét.
Tomahawk có thể được trang bị đầu đạn hạt nhân W80, mặc dù nó thường không được mang theo. Các cải tiến của Block III (1993) bao gồm: trang bị thêm GPS để giảm thời gian cần thiết cho lập kế hoạch nhiệm vụ từ 80 giờ xuống còn một giờ, động cơ turbin khí được cải tiến để tiêu thụ ít nhiên liệu hơn trong khi lực đẩy tăng hơn 20%.
Vụ phóng dưới nước đầu tiên của tên lửa Raytheon Tactical Tomahawk Block IV diễn ra vào tháng 11 năm 2002.  Bản nâng cấp Block IV TLAM-E mới nhất cho phép Tomahawk có thể được định tuyến lại trong chuyến bay tới các mục tiêu được lên kế hoạch trước hoặc mới xuất hiện chứ không còn phải bay theo lộ trình định sẵn. Tên lửa Block IV có khả năng bay lượn linh hoạt trên một khu vực mục tiêu với camera quan sát để cung cấp thông tin chiến trường cho các sĩ quan chỉ huy. Cảm biến quang điện của Tomahawk Block IV cho phép nó cung cấp thông tin đánh giá thiệt hại theo thời gian thực từ các cuộc tấn công trước đó. Block IV là biến thể Tomahawk duy nhất vẫn được sản xuất. Tên lửa được đưa vào trang bị trên các tàu mặt nước của USN vào tháng 9 năm 2004.

### Tên lửa chống hạm UGM-84C Sub-Harpoon

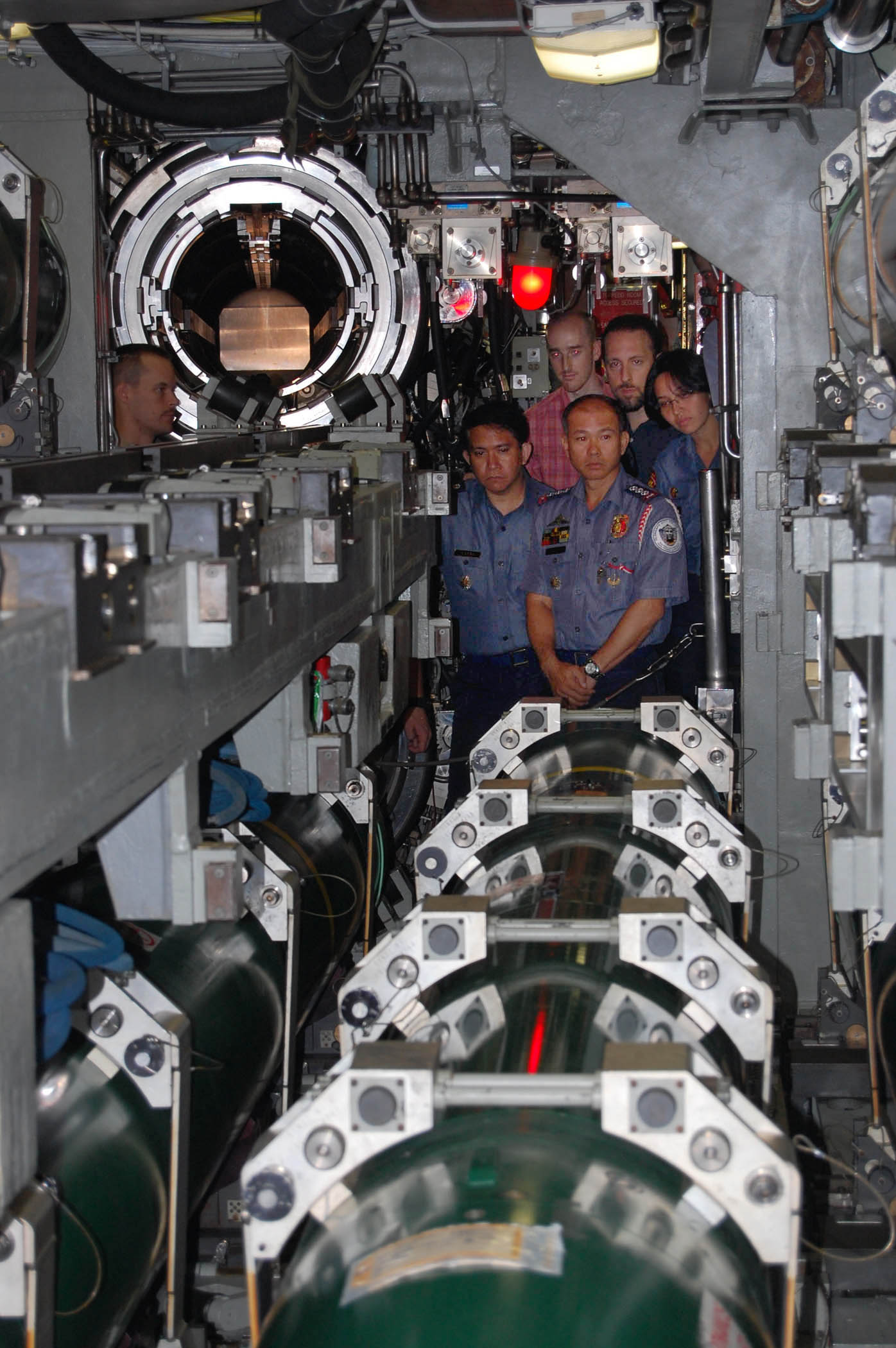
Ngư lôi Mk48 ADCAP của tàu USS Connecticut (SSN-22).

Lớp Seawolf cũng mang tên lửa chống hạm UGM-84C Sub-Harpoon của Boeing. Tên lửa Harpoon tiêu chuẩn AGM-84 được trang bị hai động cơ, động cơ rocket nhiên liệu rắn hoạt động trong giai đoạn phóng, khi tên lửa đạt trạng thái ổn định, hết nhiên liệu động cơ sẽ tự tách bỏ. Ở giai đoạn bay chính, tên lửa dùng động cơ turbine phản lực cánh quạt đẩy. Tên lửa tích hợp hệ thống định vị vệ tinh GPS và hệ thống dẫn đường quán tính; ở giai đoạn cuối, tên lửa sẽ kích hoạt hệ thống radar. Phiên bản UGM-84C có thông số và tính năng tương đương của phiên bản tiêu chuẩn AGM-84 với chiều dài 4,6m, đường kính thân 0,34m, trọng lượng khi phóng 691 kg, đầu đạn thuốc nổ mạnh nặng 222 kg. Đạn tên lửa UGM-84 được lắp tầng đẩy tăng cường và phóng qua ống phóng ngư lôi cỡ 660mm.

### Ngư lôi Mk48 ADCAP
Seawolf có 8 ống phóng ngư lôi cỡ 660mm để phóng ngư lôi và tên lửa. 50 tên lửa/ngư lôi được mang theo. Ngư lôi Mk48 ADCAP do Raytheon phát triển năm 1988. Nó được thiết kế để đánh chìm các tàu chiến có tốc độ cao khả năng linh hoạt, nó cũng được dùng để phá hủy các tàu ngầm chạy bằng năng lượng hạt nhân ở vùng nước sâu. Mk-48 ADCAP có thể được dẫn hướng từ tàu ngầm bằng dây gắn trên ngư lôi. Chúng cũng có các sensor chủ động hoặc bị động riêng đặt trên ngư lôi để tiến hành dò tìm mục tiêu, thực hiện quy trình bám và tấn công mục tiêu. Mk48 ADCAP được thiết kế để có thể phát nổ bên dưới keel tàu (sống tàu) để xé toạc tàu làm đôi, khiến tàu mất hoàn toàn khả năng chiến đấu, trong trường hợp nó bỏ qua mục tiêu, nó có thể tiếp tục quay lại dò tìm. Ngư lôi hạng nặng Mk48 ADCAP nặng 1,5 tấn, dài 5,79m, lắp đầu đạn nặng 295 kg, đạt tốc độ hành trình 55 hải lý/h. Đặc biệt, Mk-48 có thể bắn mục tiêu ở độ sâu tối đa hơn 800m, tầm bắn 38 km (dẫn đường thụ động) hoặc 50 km (dẫn đường chủ động).

## Hệ thống động lực
Tàu ngầm Seawolf trang bị một lò phản ứng hạt nhân Westinghouse PWR S6W, có công suất 52.000 mã lực, cùng 2 turbine khí kết nối với một trục. Seawolf là tàu ngầm đầu tiên của Mỹ sử dụng hệ thống đẩy phản lực nước (pump-jet) để di chuyển thay vì chân vịt, giúp tàu hoạt động êm và nhanh hơn (công nghệ này hiện được áp dụng cho các tàu ngầm lớp Virgina). Điều đó cho phép tàu có thể di chuyển với tốc độ 18 hải lý/giờ khi nổi, 35 hải lý/giờ khi lặn và có thể chạy với tốc độ 20 hải lý/giờ ở chế độ yên tĩnh.
Theo Hải quân Mỹ, các tàu ngầm lớp Seawolf có độ ồn khi hoạt động thấp hơn 10 lần so với phiên bản cải tiến của tàu lớp Los Angeles và thấp hơn 70 lần so với phiên bản gốc của lớp tàu này. Ngoài ra, chúng có thể di chuyển ở chế độ im lặng với tốc độ gấp đôi các tàu lớp trước.
Seawolf được đánh giá là tàu ngầm tấn công tối Tân nhất thế giới hiện nay nhờ thiết kế chân vịt độc đáo và các thiết bị đều được giảm tiếng ồn đáng kể để tránh sonar, và cùng khả năng mang tối đa hơn 50 đạn ngư lôi tên lửa các loại.

## Hoạt động

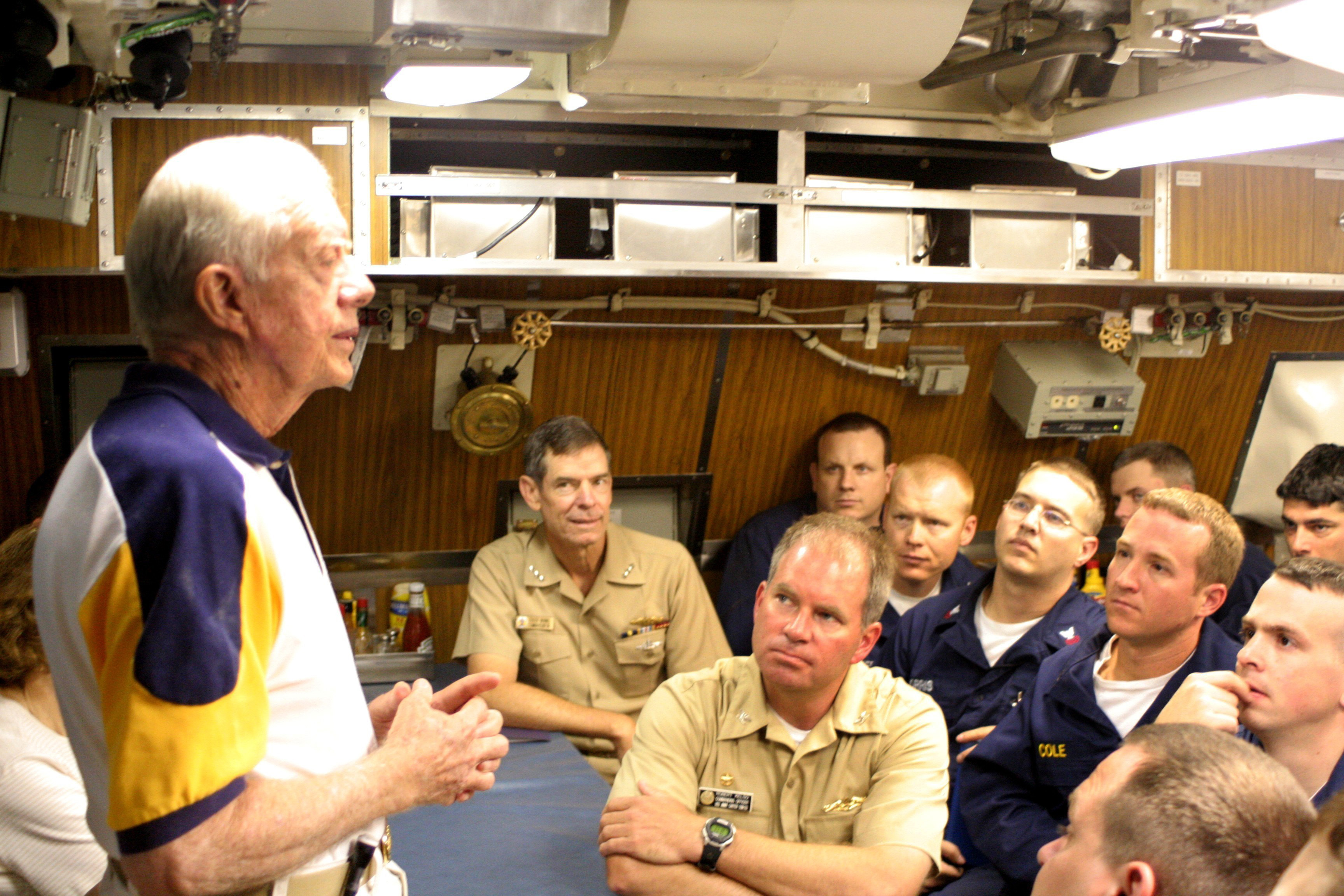
Cựu tổng thống Jimmy Carter trò chuyện cùng thủy thủ đoàn của tàu USS Jimmy Carter (SSN-23).

| Số hiệu | Tên              | Huy hiệu | Hạ thủy             | Nhập biên chế        | Cảng nhà                      |
| ------- | ---------------- | -------- | ------------------- | -------------------- | ----------------------------- |
| SSN-21  | USS Seawolf      |          | 24 tháng 6 năm 1995 | 19 tháng 7 năm 1997  | Kitsap, Bremerton, Washington |
| SSN-22  | USS Connecticut  |          | 1 tháng 9 năm 1997  | 11 tháng 12 năm 1998 | Kitsap, Bremerton, Washington |
| SSN-23  | USS Jimmy Carter |          | 13 tháng 5 năm 2004 | 19 tháng 2 năm 2005  | Kitsap, Bremerton, Washington |